# Leo Castelli

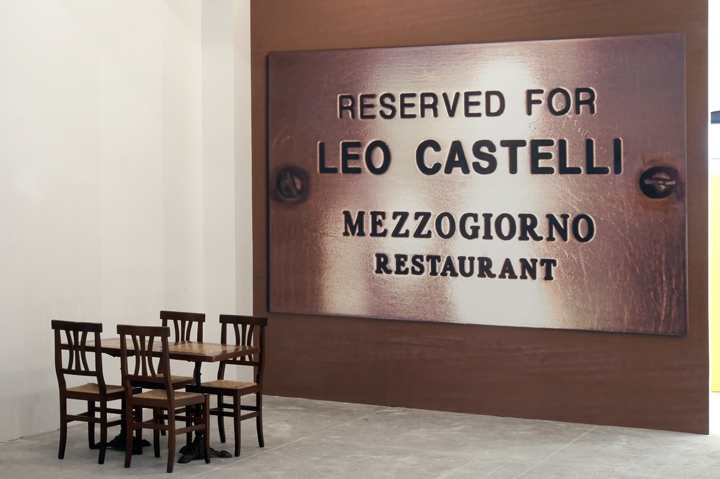
Devon Dikeou: Reserved for Leo Castelli (2009); fotomuur met een uitvergroting van een postume hommage aan Castelli, dat door de kunstenaar werd aangetroffen op een tafel van het restaurant Mezzogiorno in SoHo

Leo Castelli (Triëst, 4 september 1907 - New York, 21 augustus 1999), geboren Leo Krausz, was een Amerikaanse kunsthandelaar, kunstverzamelaar en galeriehouder. Hij was een van de meest invloedrijke personen in de internationale kunsthandel in de tweede helft van de 20e eeuw.

## Biografie

### In Europa
Leo Krausz werd geboren als zoon van de Hongaars-Joodse bankier Ernest Krausz en de Italiaanse Bianca Castelli, een telg uit een welgestelde familie van koffiehandelaars. Hij was middelste van drie kinderen. Zijn geboorteplaats Triëst maakte in die tijd deel uit van Oostenrijk-Hongarije. Tijdens de Eerste Wereldoorlog woonde de familie een aantal jaren in Wenen. Castelli groeide op in een beschermd melieu. Hij sprak Engels, Frans, Italiaans en Grieks. In Wenen leerde hij perfect Duits te spreken. Toen Triëst in 1919 werd geannexeerd door Italië werd de familienaam eerst veranderd in 'Krausz-Castelli' en later in 'Castelli'.
Leo Castelli studeerde rechten in Milaan en werkte bij verzekeringsbedrijven in Triëst en Boekarest. In 1932 trouwde hij met de achttienjarige Ileana Schapira, dochter van een van de rijkste bankiersfamilies van Roemenië. Tijdens hun huwelijksreis naar Wenen kochten zij hun eerste kunstwerk, een aquarel van Henri Matisse. In 1935 gingen zij in Parijs wonen, waar Castelli een baan kreeg bij de Banca d'Italia. In deze kunstmetropool kwamen ze in contact met de surrealisten rond Max Ernst en Salvador Dalí en begonnen kunst te verzamelen. In 1939 opende Castelli samen met een vriend, de decorateur René Drouin, een eerste galerie, die zich bevond aan de Place Vendôme 17 tussen het Ritz hotel en de modeontwerpster Elsa Schiaparelli. Ze presenteerden in hun eerste show moderne en antieke meubels en werken van surrealisten als Max Ernst, Meret Oppenheim en anderen.

### New York
Toen Parijs bezet werd door de Duitse overheersers stokte de handel en in 1941 wist de familie via Marokko en Cuba te ontkomen naar New York. Castelli begon daar met een hogere studie economische geschiedenis aan de Columbia University. In 1943 trad hij toe tot de inlichtingendienst van het US-leger waarvoor hij werk ging doen in Europa, onder andere als vertaler in Boekarest. Toen de Tweede Wereldoorlog voorbij was verkreeg hij zijn Amerikaans staatsburgerschap. Door bemiddeling van zijn schoonvader kwam hij te werken in de textielsector, maar zijn hart ging nog steeds uit naar kunst en kunsthandel. Het echtpaar werd lid van een kunstenaarsvereniging waar ook Willem de Kooning, Robert Rauschenberg, Franz Kline en Ad Reinhardt lid van waren. Castelli verkreeg via zijn vroegere Parijse compagnon rond honderd doeken van Wassily Kandinsky in consignatie, die afkomstig waren van de weduwe van deze schilder. Begin jaren 50 begon hij zich weer serieus in met kunst bezig te houden en investeerde daarbij ook in zijn eigen particuliere collectie. In 1951 nam hij deel aan de organisatie van de Ninth Street Show, die een belangrijke mijlpaal in de doorbraak van het abstract expressionisme zou betekenen. Hij werkte samen met de vooraanstaande galerist Sidney Janis. In dit decennium werd Parijs afgelost door New York als hoofdstad van de kunst en steeds meer jonge kunstenaars vestigden zich daar. Castelli onderkende deze beweging en bewees een goede neus voor jong talent en lucratieve zaken. Hij richtte zijn aandacht op de kunstenaars van de avant-garde en knoopte vriendschappelijke betrekkingen met hen aan. Een artikel in de New Yorker citeert Castelli hierover als volgt: "Iedereen kan een kunstenaar ontdekken. Het geheim is echter om de kunstenaar te maken tot wat hij eigenlijk is en hem betekenis te geven. Daarvoor heeft men naast een goed oog ook een open oor nodig."

### De 'Leo Castelli Gallery'
Op aandringen van Jasper Johns en Robert Rauschenberg opende Castelli in 1957 een eigen galerie, die gevestigd werd in zijn huis aan de 4 E. 77th Street tussen Madison en Fifth Avenue en een trefpunt zou worden voor zowel Amerikaanse als Europese kunstenaars en belangstellenden. De hoogbeschaafde en ruimdenkende Castelli kon al snel vele Amerikaanse en Europese kunstenaars tot zijn vriendenkring rekenen, zoals Jackson Pollock, Franz Kline, Cy Twombly evenals Alberto Giacometti en Marcel Duchamp. Bovendien ging hij dankzij het vermogen van zijn vrouw al spoedig behoren tot de high society van New York.
Leo Castelli nam bijna alle stromingen binnen de moderne kunst op in zijn galerieprogramma. Van expressionistische schilderkunst als Wassily Kandinsky, surrealisme, abstract expressionisme, informele kunst en neo-dada tot op-art, pop art, hard edge en Colourfield Painting. Hij toonde ook minimal art, conceptuele kunst en vele andere trends. In tegenstelling tot de meer conservatief ingestelde galleries rondom was hij steeds geïnterersseerd in de oorspronkelijkheid van jonge kunst en daarmee wist hij in de New Yorkse kunstwereld snel een goede naam te maken. Tegen het eind van de jaren 50 was de Leo Castelli Gallery hét middelpunt van de galeriewereld in New York.
In de jaren 60 vertegenwoordigde hij bijna alle belangrijke kunstenaars van die jaren: Jackson Pollock, Jasper Johns, Robert Rauschenberg, Willem de Kooning, Frank Stella, Lee Bontecou, James Rosenquist, Roy Lichtenstein, Robert Morris, Donald Judd, Dan Flavin, Ron Davis, Jim Dine, Bruce Nauman, Ed Ruscha, Salvatore Scarpitta, Richard Serra (deze maakte als eerbetoon Sight point (for Leo Castelli)), Lawrence Weiner, Joseph Kosuth en Andy Warhol. In het begin van dat decennium liep Warhol nèt zo lang de deur plat bij Castelli en zijn bedrijfsleider Ivan Karp tot hij hen had overgehaald zijn eerste schilderijen in de stijl van de popart te bekijken en een paar werken te kopen. Castelli hanteerde een in New York ongekend systeem waarbij hij kunstenaars een maandelijks stipendium gaf afgezien van het feit of werk al dan niet verkocht werd. Op deze manier wist hij de kunstenaars aan zich te binden. Castelli hechtte er waarde aan dat zijn kunstenaars ook in Europa bekend zouden worden en dat leidde er bijvoorbeeld toe dat Rauschenberg in 1964 de eerste Amerikaan was die in Venetië tijdens de Biënnale de Gouden Leeuw zou winnen. Ook legde hij contact met de Duitse verzamelaar Peter Ludwig en de Italiaanse verzamelaar Giuseppe Panza, die tot zijn belangrijkste afnemers gingen behoren.

### Concurrentie met Ileana Sonnabend
Begin jaren 1970 verhuisde Castelli met zijn galerie naar SoHo in Manhattan en in die tijd werd deze buurt het culturele middelpunt van New York. De eerste galerie in SoHo was in een gezamenlijk pand met onder andere ook de galerie van zijn ex-vrouw Ileana Sonnabend. De verkopen via de galerie stagneerden echter in de loop van het decennium en daarom verenigde hij zich in 1981 met de galeriehouders Mary Boone en Larry Gagosian in een groter pand aan de Greene Street, waar zij shows organiseerden van onder andere Julian Schnabel, in 1981, en David Salle, in 1982. Desondanks vertrokken vele jonge kunstenaars naar andere galeries, waaronder die van Ileana Sonnabend, waarvan hij in 1959 gescheiden was en die hertrouwd was met Michael Sonnabend. Hoewel zij nog steeds bevriend waren, speelde er zich op zakelijk gebied een verbitterde concurrentiestrijd af tussen beider galeries. Uiteindelijk was het Sonnabend, die met haar galeries in Parijs en New York de meeste van de snel stijgende kunstenaars onder contract kreeg. Een zwaar verlies voor de onderneming van Castelli was ook het vertrek van Claes Oldenburg, Dan Flavin, Richard Serra, Donald Judd en John Chamberlain, vijf belangrijke beeldhouwers die met de Pace Gallery in zee gingen.
Mettertijd begon Castelli zich op Jasper Johns en Roy Lichtenstein te concentreren en verloor daarbij de jongere generaties een beetje uit het oog. Toen Andy Warhol in 1987 overleed verloor de galerie opnieuw een belangrijke steunpilaar van haar succes. Later gingen ook Julian Schnabel en David Salle hun eigen weg. Ook de financiële crisis van de jaren tachtig eiste zijn tol. Begin jaren 1990 had Castelli nog slechts een handjevol internationaal bekende kunstenaars onder contract, waaronder nog steeds Johns, Lichtenstein en Stella, en nieuw sinds 1973, Hanne Darboven, die echter allen ook met andere galeries samenwerkten.

### Erkenning
Castelli ontving de Franse onderscheiding Legioen van Eer, naar verondersteld wordt op grond van zijn schenking van werken van Jasper Johns aan het Centre Pompidou. Het gemeentebestuur van Triëst benoemde hem tot eredirecteur van het Revoltella Museum aldaar. In 1998 ontving hij de Centennial Medal of Honor van de National Arts Club in New York, bij welker gelegenheid hij door Dennis Hopper de "godfather van de hedendaagse kunst" genoemd werd. Tijdens zijn leven werden er meerdere keren tentoonstellingen georganiseerd die zijn naam huldigden als ontdekker en promotor van opeenvolgende generaties nieuwe kunstenaars. Vele kunstenaars schilderden in de loop der jaren zijn portret en droegen werk aan hem op.

### Nalatenschap
Castelli schonk in 1988, toen er nog geen belastingaftrek was voor giften aan musea, een van de grote iconen van de naoorlogse Amerikaanse kunst, Robert Rauschenbergs 'Bed' uit 1955, aan het Museum of Modern Art. In 1990 nam Castelli het initiatief tot een kunstprijs met zijn naam: de Leo Award. Deze wordt tweejaarlijks uitgereikt door de Independent Curators International (ICI). Zijn tweede echtgenote, Antoinette Fraissex du Bost, die Castelli Graphics had geleid, overleed in 1987. Castelli zelf stierf op 21 augustus 1999 na een kortstondig ziekbed. Hij liet een zoon na, Jean-Christophe Castelli, en een dochter, Nina Castelli Sundell.
De archieven van de galerie, die het tijdvak van 1957 tot 1999 besloegen, werden na zijn dood ondergebracht bij het Smithsonian Institution Archives of American Art, dat hem tijdens zijn leven drie keer interviews hadden afgenomen voor haar project oral-history, in 1969, in 1973 en in 1997. De huidige Leo Castelli Gallery is gevestigd op 18 East 77th Street in New York en staat sinds zijn verscheiden onder directie van zijn derde ega Barbara Bertozzi Castelli, een jonge Italiaanse kunsthistorica met wie Castelli vier jaar voor zijn dood getrouwd was.